# 邦杜里
48°54′5″N 29°25′14″E / 48.90139°N 29.42056°E
邦杜里（烏克蘭語：Бондурі），是烏克蘭的村落，位於該國西南部文尼察州，由海辛區負責管轄，處於索布河畔，始建於1400年，面積2.12平方公里，海拔高度223米，2001年人口771。